# جولی پاتینگر
جولی پاتینگر (انگلیسی: Julia Quinn؛ زادهٔ ۱۹۷۰ (۵۴–۵۵ سال)) مؤلف و نویسنده اهل ایالات متحده آمریکا است.